# Les Ventalles

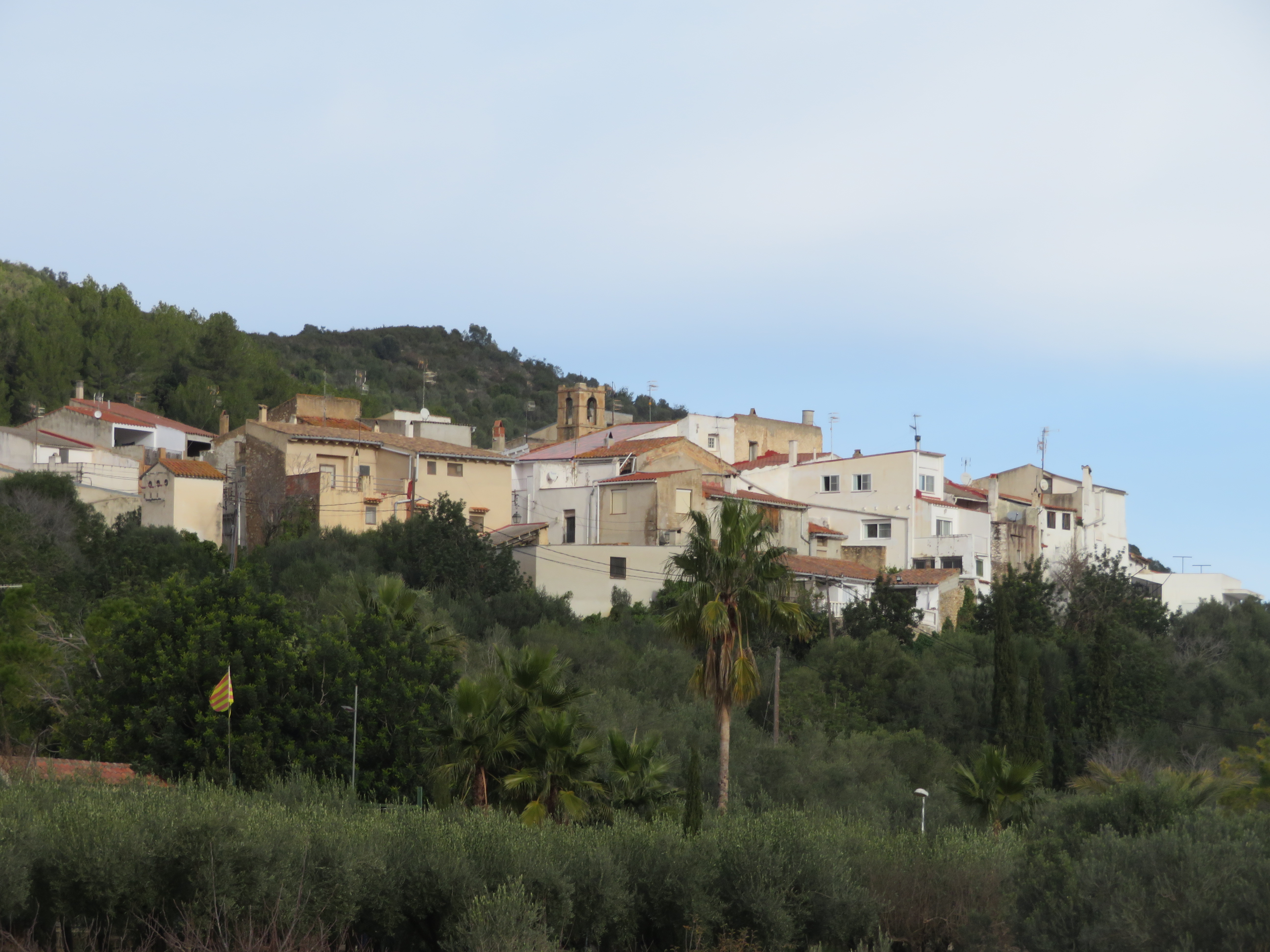
Población de Les Ventalles

Les Ventalles es una población del municipio de Ulldecona, situada al sur de Cataluña y en la comarca del Montsiá, en la provincia de Tarragona, España. Es uno de los llamados "barrios" de Ulldecona y se encuentran a unos 8 kilómetros de esta población.
Este núcleo se encuentra al pie de la Serreta de las Cantarelles, junto a la carretera T-331 que va de Ulldecona a Tortosa, pocos km antes de Freginals.

## Historia
Les Ventalles es el núcleo de población más antiguo del municipio de Ulldecona, con referencias documentales del siglo XIII. Urbanísticamente Les Ventalles es muy diferente de los otros núcleos de población de Ulldecona, pues las casas se encuentran apiñadas sobre una colina con calles muy estrechas al estilo medieval. La iglesia de San Juan Bautista se encuentra fuera del núcleo.
El antiguo camino real de Barcelona a Valencia pasaba al borde del pueblo. 
Les Ventalles tiene una población de 21 habitantes y siempre ha sido un pueblo que con poco crecimiento a lo largo de su historia.

## Balsa de Les Ventalles
Hay algunas casas que se encuentran separadas del núcleo al borde de la carretera, donde también se encuentra la Balsa de Les Ventalles, una balsa natural.

## Lligallo de Les Ventalles
Cabe mencionar también el "lligallo de Les Ventalles", término típico de la comarca para denominar una cañada para el ganado, que viene de la Sierra de Godall, pasando por Les Ventalles, sube por el cuello que hay entre el barranco de la Carbonera y el del Astor hasta el Coll de la Foradada. A continuación baja por la loma de Burgar, donde pasa a denominarse "Lligallo del Paso". 

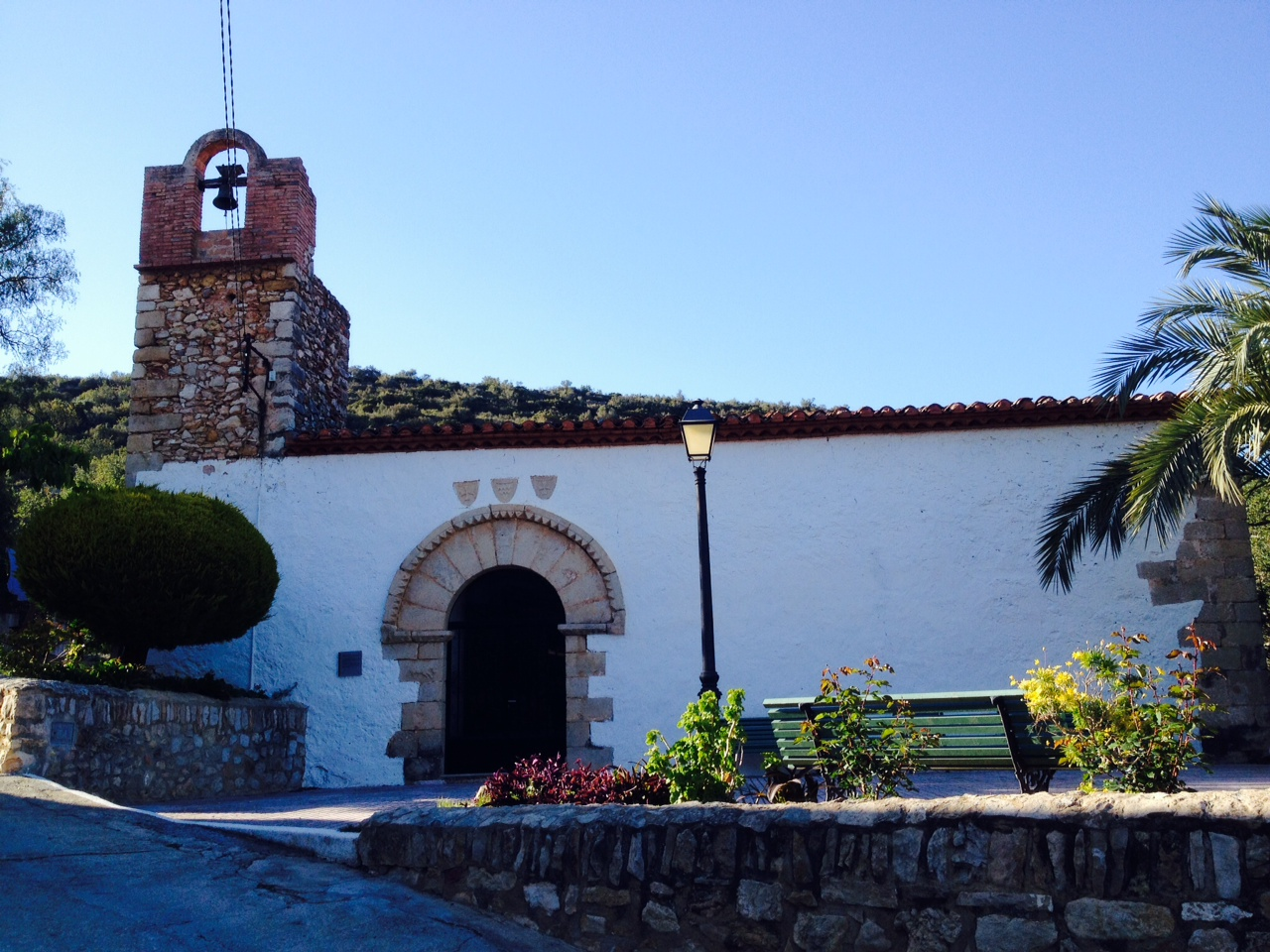
Iglesia de San Juan Bautista en Les Ventalles.
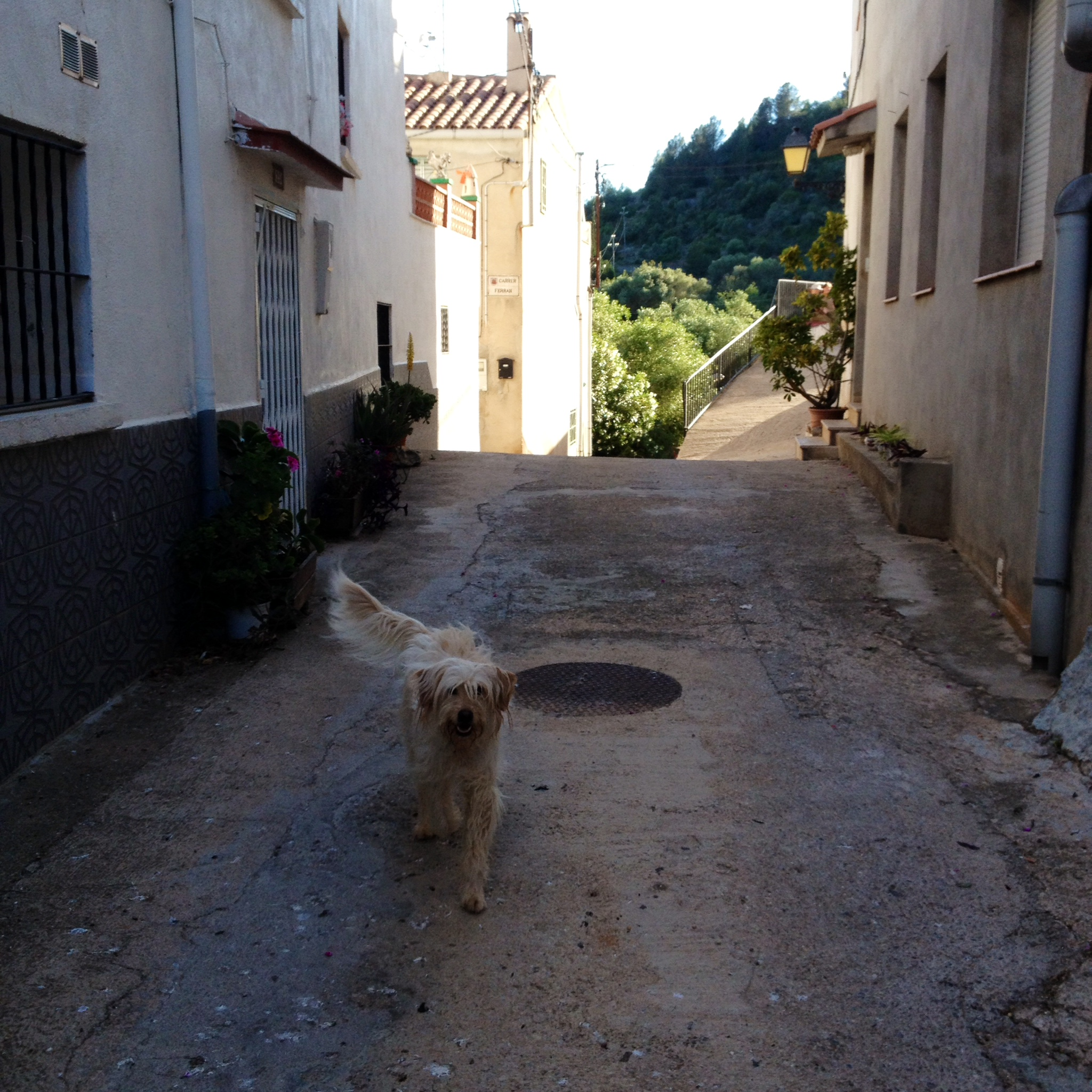
Detalle de una de las calles de las Ventalles
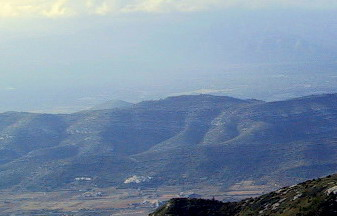
Vista de la Sierra de Godall